# Millionaire's Club
The Millionaire's Club var en gruppe af wrestlere i WCW, der eksisterede fra april 2000 til juli 2000.

## Medlemmer
- Hulk Hogan
- Ric Flair
- Lex Luger
- Sting
- Diamond Dallas Page
- Sid Vicious
- Kevin Nash
- Randy Savage

Associerede
- Misfits In Action
- Terry Funk
- Scott Steiner
- KroniK